# الصفا (حماة)
الصفا قرية سورية تتبع ناحية الزيارة في منطقة السقيلبية في محافظة حماة. بلغ عدد سكانها 2947 نسمة في عام 2004 حسب إحصاء المكتب المركزي للإحصاء.
تقع قرية الصفا في سهل الغاب شمال غرب مدينة حماة وتبعد عنها 79 كم. يعمل أغلب سكانها في الزراعة وتربية الحيوان. تقسم إلى قسمين تل زجرم والقاهرة.
أهم المحاصيل الزراعية القطن والشوندر السكري والقمح والخضراوات والبقوليات.

## وصلات خارجية
- الوحدات الإدارية في محافظة حماة